# Église Saint-Grégoire de Villemagne-l'Argentière
L'église Saint-Grégoire de Villemagne-l'Argentière est une église catholique située à Villemagne-l'Argentière, en France.

## Localisation
L'église est située dans le département français de l'Hérault, sur la commune de Villemagne-l'Argentière.

## Historique
L'église Saint-Grégoire était l'église paroissiale. C'est un bâtiment construit au XIIe siècle. L'église a été exhaussée au XIIIe siècle à partir des tailloirs. La couverture primitive a alors été remplacée par une charpente posée sur des arcs diaphragmes. Le clocher a été surélevé et un oculus polylobé a été percé au-dessus des fenêtres de l'abside. Une fenêtre géminée a été percée sur la façade occidentale ainsi que trois fenêtres étroites sur le côté sud.
Les chapelles sur le côté nord de l'église ont été édifiées en 1510.

## Protection
L'édifice est classé au titre des monuments historiques en 1886.